# Nove, Dnipro
Nove (în ucraineană Нове) este un sat în comuna Dolînske din raionul Dnipro, regiunea Dnipropetrovsk, Ucraina.

## Demografie
Componența lingvistică a localității Nove
     Ucraineană (84,38%)
     Rusă (14,06%)
Conform recensământului din 2001, majoritatea populației localității Nove era vorbitoare de ucraineană (84,38%), existând în minoritate și vorbitori de rusă (14,06%) și armeană (1,56%).